# Abdi Waiss Mouhyadin
Abdi Waiss Mouhyadin, född 3 juli 1996, är en djiboutisk medeldistanslöpare.
Mouhyadin tävlade för Djibouti vid olympiska sommarspelen 2016 i Rio de Janeiro, där han inte fullföljde loppet på 1 500 meter.